# Церера (богиња)
Церера је староримско божанство, заштитница жита, поистовећена је са грчком Деметром. Храм ове богиње налази се у граду Посејдонија (касније назван Пестум), јужно од Напуља. Град је био богата грчка колонија, и тамо се налазе најбоље очувани грчки храмови.Церерин храм је изграђен у дорском стилу у VI веку пре наше ере.

## Митологија
Церера је била божанство плодности, али и брака. Веровало се да је она дала људима законе. Она је кћер Сатурна и Опе, а Јупитерова и Плутонова сестра. Она је такође и Прозерпинина мајка.

## Култ
Церерин култ је пренесен у Рим са Сицилије, а по савету Сибилинских књига, како би се спречили суша и глад. Тако је 496. п. н. е. подигнут храм на брду Авентину око кога су се окупљали плебејци, односно плебејски магистрати (едили) где је било средиште њихове активности. Заправо је овај храм и култ имао друштвено-политички значај, пошто је његово увођење било уступак плебсу. То је био први грчки храм у Риму, са грчким ритуалом извођеним на грчком језику. Такође, све свештенице су биле пореклом Гркиње. Главни празник у част богиње је био Цереалије.

### Брак, људска плодност и исхрана
У римским свадбеним процесијама, младић је носио Церерину бакљу да осветли пут; „Најповољније дрво за свадбене бакље долазило је од spina alba, глога, које је родило много плодова и стога симболизирало плодност“. Одрасли мушкарци у сватовима су чекали у младожењиној кући. Теру је принесена свадбена жртва у име невесте; свиња је претежно била жртва. Варон описује жртвовање свиње као „достојан знак венчања” јер „наше жене, а посебно медицинске сестре” називају женски гениталије porcus (свиња). Спет (1996) верује да је Церес била укључена у посвећење жртве, јер је блиско идентификована са Телусом и, као Ceres legifera (носачица закона), она "носи законе" брака. У најсвечанијем облику брака, confarreatio, млада и младожења делили су торту направљену од далека, древног типа пшенице који је посебно повезан са Церером.
Најмање од средњег републиканског доба, званични, заједнички култ Церере и Просерпине ојачао је Церерину везу са римским идеалима женске врлине. Промоција овог култа поклапа се са успоном плебејског племства, повећањем наталитета међу плебејским обичанима и падом наталитета међу патрицијским породицама. Покојна републиканска Ceres Mater (Мајка Церес) је описана као genetrix (прогенитрес) и alma (храна); у раној империјалној ери постаје царско божанство и прима заједнички култ са Опом, Церерином сопственом мајком у империјалној маски и богатом генетрицом у сопственом праву. Неколико Церериних древних италских претходника повезано је са људском плодношћу и мајчинством; пелињанска богиња Angitia Cerealis  је идентификована са римском богињом Ангероном (повезана са порођајем).

## Церера у уметности
Церера је приказивана у ликовној уметности са буктињом или змијом или са атрибутима који су указивали на њен аграрни карактер, као што су клас жита, мак или јабука.
Из антике сачувало се мало Церериних слика и кипова, а и скромније су уметничке вредности. Cerrera из римског Народног музеја у Термама (са почетка нове ере), у томе је различита. И модерни уметници ретко приказују Церерин лик. Једна је од најлепших 
Watteauova Cerrera, из 1712. године (у National Gallery of Arts in Washington) и велика слика Cerrera sa žitom S. Voueta, отприлике из 1640. године (у National Gallery in London). Срећемо њезине кипове у парковима и замковима из времена касног феудализма.